# Chirostenotes
Chirostenotes pergracilis
Genre
Espèce
Chirostenotes  est un genre éteint de petits dinosaures à plumes de la famille des Caenagnathidae. Il a vécu au Canada, à la fin du Crétacé supérieur. Le genre est encore mal connu car ses restes fossiles sont peu nombreux et fragmentaires.
L'espèce type est Chirostenotes pergracilis décrite par Gilmore en 1924. Certains paléontologues reconnaissent une seconde espèce C. elegans qui est plutôt rattachée au genre Leptorhynchos.

## Étymologie
Le nom de genre vient du grec ancien « cheir »,  « main », et « stenotes », « étroitesse ». Le nom spécifique est issu des mots latins « per~ »,  « tout au long de », et « gracilis », « gracile ». L'ensemble témoigne de la forme gracile et étroite de la main de Chirostenotes.

## Datation
Chirostenotes a été découvert dans les sédiments de la formation de Dinosaur Park située dans le sud de l'Alberta au Canada. Cette formation géologique s'est déposée dans des environnements de plaines alluviales et côtières. Elle est datée du Campanien supérieur soit il y a environ entre 77 et 75 Ma (millions d'années). Caenagnathus, un autre genre de caenagnathidé vivait dans ce même environnement en compagnie de Chirostenotes. 

## Description

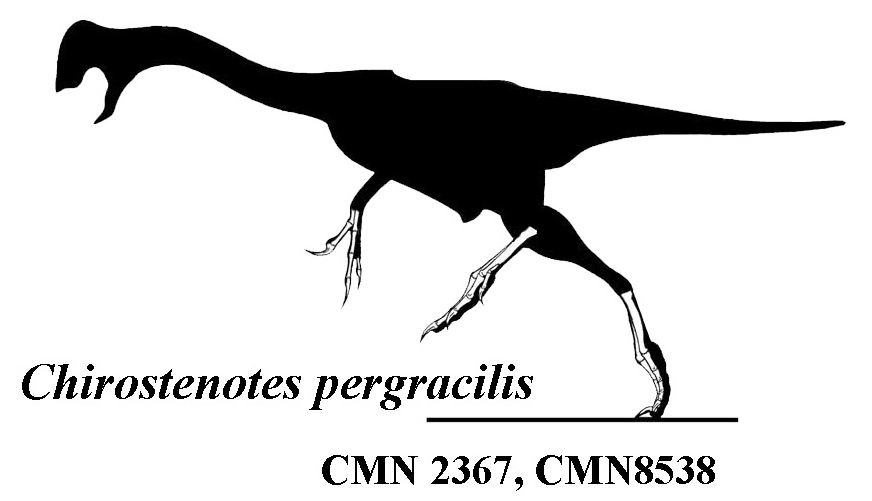
Reconstitution de Chirostenotes pergracilis avec, en blanc, les os connus.

Le genre n'est connu que par les os de ses membres.
Chirostenotes est caractérisé par de longs bras terminés par de fines griffes relativement simples et de longues pattes puissantes munies de doigts effilés. L'animal devait faire environ deux mètres de long. Chirostenotes était probablement omnivore ou herbivore, d'après les becs d'espèces voisines comme Anzu wyliei et Caenagnathus collinsi.
En 2005, Phil Senter et J. Michael Parrish ont publié une étude sur la fonction de la main de Chirostenotes et ont trouvé que son second doigt allongé avec sa griffe inhabituellement droite peut avoir été une adaptation au sondage d'anfractuosités. Ils ont suggéré que Chirostenotes ait pu se nourrir de proies à corps mou qui auraient pu s'empaler sur la deuxième griffe, comme des vers, ou des amphibiens, des reptiles et des mammifères dépourvus de cuirasse. Cependant, si Chirostenotes possédait les grandes plumes primaires sur le deuxième doigt qui ont été trouvées chez d'autres oviraptorosaures comme Caudipteryx, il n'aurait pas pu avoir un tel comportement.

## Classification
Dans leur étude phylogénique de 2016, G. Funston et P. J. Currie placent Chirostenotes pergracilis dans la sous-famille des Elmisaurinae nouvellement créée, en compagnie de Caenagnathasia martinsoni, Leptorhynchos elegans, Apatoraptor pennatus et Elmisaurus rarus.